# Ancien tribunal du bailliage de Châtillon
L'  Ancien tribunal du bailliage   est une construction du XVIIe siècle utilisé en Mairie est située à Châtillon-sur-Marne dans le département français de la Marne.

## Description
L'ancien palais de justice du bailliage fut construit entre 1660 et 1670. À la Révolution française il fut vendu à un particulier avant d'être racheté en 1858 par la Commune pour devenir l'Hôtel de ville. Des salles servirent de Palais de justice et de salles d'écoles puis une salle de Poste en 1853. En 1867 une partie fut modifiée pour accueillir la gendarmerie et en 1869 un bureau du télégraphe.
Le bâtiment est protégé par une inscription au titre des monuments historiques depuis 2012. Les parties remarquable sont : le bas de l'escalier où sont présentées des armoiries tenues par un lion. L'escalier en pierre qui est caractéristique des grands escaliers de la deuxième moitié du XVIIe siècle. La grande cheminée, avec son trumeau décoré, s'inspire aussi des grands modèles de ce siècle.